# Édouard Duplan
Édouard Duplan (* 13. Mai 1983 in Athis-Mons) ist ein französischer ehemaliger Fußballspieler, der auf der Position des Stürmers spielte. Er spielte für u. a. Sparta Rotterdam, Clermont Foot, RBC Roosendaal, ADO Den Haag und dem FC Utrecht.